# Książ Wielki (gmina)
Pour la localité, voir Książ Wielki.
Książ Wielki est une gmina rurale du powiat de Miechów, Petite-Pologne, dans le sud de la Pologne. Son siège est le village de Książ Wielki, qui se situe environ 13 km au nord-est de Miechów et 45 km au nord de la capitale régionale Cracovie.
La gmina couvre une superficie de 137,8 km2 pour une population de 5 565 habitants.

## Géographie
La gmina inclut les villages d'Antolka, Boczkowice, Cisia Wola, Cisie, Częstoszowice, Giebułtów, Głogowiany, Konaszówka, Krzeszówka, Książ Mały, Książ Mały-Kolonia, Książ Wielki, Łazy, Małoszów, Mianocice, Moczydło, Rzędowice, Stara Wieś, Tochołów, Trzonów, Wielka Wieś, Wrzosy et Zaryszyn.
La gmina borde les gminy de Charsznica, Działoszyce, Kozłów, Miechów, Słaboszów et Wodzisław.